# Fayval Williams
Fayval Shirley Williams (sinh ngày 28 tháng 5 năm 1958) là một chính trị gia người Jamaica, là Bộ trưởng Bộ Khoa học, Năng lượng và Công nghệ và là thành viên của Nghị viện cho khu vực bầu cử St Andrew East. Bà trước đây là bộ trưởng không có danh mục đầu tư trong Bộ Tài chính và Dịch vụ công cộng. Bà là người phụ nữ đầu tiên làm bộ trưởng trong Bộ Tài chính và Dịch vụ công cộng, đồng thời là nữ bộ trưởng đầu tiên của khoa học, năng lượng và công nghệ. Vào tháng 6 năm 2014, Fayval Williams đã được chỉ định là thành viên của Hội đồng tư vấn kinh tế của Đảng Lao động Jamaica.
Cà được bầu làm Thành viên Nghị viện ngày 25 tháng 2 năm 2016 khi bỏ phiếu 7.143 phiếu để trở thành thành viên nữ đầu tiên của Quốc hội cho St Andrew Eastern. Bà là thành viên của Đảng Lao động Jamaica cầm quyền và từng là thư ký cho Ủy ban Điều hành Trung ương của đảng.

## Buổi đầu sự nghiệp
Không lâu sau khi rời trường trung học, Fayval Williams tìm được một công việc tại Ngân hàng Nova Scotia ở Kingston, nơi bà làm việc với tư cách một giao dịch viên trong ba (3) năm trước khi bà rời khỏi để theo đuổi các nghiên cứu cao hơn ở Hoa Kỳ.
Sau đó, bà sẽ làm Chuyên viên phân tích hệ thống thông tin cho Morgan Stanley, một tập đoàn dịch vụ tài chính đa quốc gia của Mỹ chuyên cung cấp các sản phẩm và dịch vụ chứng khoán cho khách hàng, bao gồm các tập đoàn, chính phủ, tổ chức tài chính và cá nhân.
Bà đã có được kinh nghiệm quý báu tại Ban quản lý đầu tư bất động sản công bằng ở Chicago, Illinois. Trong khi đó, bà thực hiện phân tích định giá về bất động sản thương mại.

## Cuộc sống cá nhân
Fayval Williams đã kết hôn với ông trùm kinh doanh Leo Williams, người có hai cô con gái.